# 野﨑浩成
野﨑 浩成（のざき ひろなり、1963年 - ）は、日本の経済学者、東洋大学教授。

## 略歴
1986年慶應義塾大学経済学部卒業。1991年エール大学経営大学院修了。2010年千葉商科大学大学院博士課程修了、「金融システム安定化に向けた銀行政策 邦銀経営者特性、報酬体系、モラルハザードの視点」で博士（政策研究）。2001年HSBC証券会社株式調査部シニアアナリスト兼調査部長、2004年シティグループ証券マネジングディレクターなどを経て2015年京都文教大学総合社会学部教授。2018年東洋大学国際学部教授。2015年、金融審議会専門委員。 

## 著書
- 『銀行』 (日経文庫. 業界研究シリーズ)日本経済新聞社 2006
- 『銀行の罪と罰 ガバナンスと規制のバランスを求めて』蒼天社出版, 2010
- 『トップアナリストがナビする金融の「しくみ」と「理論」』同文舘出版 2015
- 『すべてがわかる経済理論』税務経理協会 2015
- 『成長神話という煩悩からいかにして金融は解脱すべきか』ディスカヴァー・トゥエンティワン 2016
- 『超一流アナリストの技法 思考法からバリュエーションまで』日本実業出版社 2016

### 共編著
- 『バーゼル3は日本の金融機関をどう変えるか グローバル金融制度改革の本質』藤田勉共著. 日本経済新聞出版社 2011
- 『グローバル金融システムの苦悩と挑戦 新規制は危機を抑止できるか』石山嘉英共著. 金融財政事情研究会 2014
- 『銀行のグループ経営 そのビジネスと法規制のすべて』江平享共編著. 金融財政事情研究会 2016

## 論文
- <野崎浩成